# Columbus Open 1976
Il Columbus Open 1976 è stato un torneo di tennis giocato sul cemento. È stata la 7ª edizione del Columbus Open, che fa parte del Commercial Union Assurance Grand Prix 1976. Si è giocato a Columbus negli USA, dal 2 al 9 agosto 1976.

## Campioni

### Singolare
Roscoe Tanner ha battuto in finale  Stan Smith con il punteggio di 6–4, 7–6

### Doppio
William Brown /  Brian Teacher hanno battuto in finale  Fred McNair /  Sherwood Stewart con il punteggio di 6–4, 6–3